# Сант'Убалдо (Анкона)
Сант'Убалдо (итал. Sant'Ubaldo) насеље је у Италији у округу Анкона, региону Марке.
Према процени из 2011. у насељу је живело 458 становника. Насеље се налази на надморској висини од 50 м.